# Gossip (Sleeping with Sirens)
Gossip è il quinto album in studio del gruppo musicale rock statunitense Sleeping with Sirens. L'album è stato pubblicato il 22 settembre 2017, tramite la Warner Bros. Records, e segue il quarto album in studio della band Madness, del 2015. È la prima pubblicazione dopo la separazione della band dalla Epitaph Records. Il singolo principale, Legends, è stato pubblicato il 14 luglio 2017.

## Suono e influenza
Dal punto di vista strumentale, gli Sleeping with Sirens hanno cercato un suono più influenzato dalla musica pop e si sono allontanati dallo stile post-hardcore che ha caratterizzato i loro album precedenti. In un'intervista alla stazione radio 106.7 KROQ, il cantante Kellin Quinn ha parlato delle sessioni di registrazione dell'album. «Legends è una delle prime canzoni che è venuta fuori quando abbiamo iniziato a scrivere questo disco,» ricorda Quinn. «Abbiamo iniziato a creare la musica e aveva un suono epico. Il ritornello è in qualche modo semplicemente venuto da me. Pensavo a tutto quello che abbiamo passato come band e alla strada che stiamo cercando di percorrere – e a tutto ciò che desideri cercare di fare nella tua vita, semplicemente come essere umano – il testo, "Potremmo essere leggende, dopo tutto" è qualcosa che ha molto senso perché nella vita niente è garantito, ma se metti in gioco il lavoro e lo sforzo e cerchi di fare del tuo meglio e segui i tuoi sogni, allora forse puoi far accadere qualcosa di davvero fantastico nella tua vita. In sostanza, questa è l'idea alla base della canzone.».

## Pubblicazione e promozione
Il 6 luglio 2017, il gruppo mise in giro la parola "gossip". Il 13 luglio, la pubblicazione dell'album dal titolo Gossip venne annunciata per il mese di settembre. Il giorno seguente, il brano Legends venne pubblicato come singolo assieme al suo lyric video Lo stesso giorno venne rivelato che Legends sarebbe stato usato come inno ufficiale degli Stati Uniti d'America ai XXIII Giochi olimpici invernali a Pyeongchang, in Corea del Sud.
I brani Empire to Ashes e Cheers vennero resi disponibili in streaming rispettivamente il 3 agosto e il 25 agosto. Nel periodo tra agosto e ottobre, il gruppo intraprese il tour Gossip con il supporto dei the White Noise, Palaye Royale e Chase Atlantic. Dopo una prima su Beats 1, Trouble fu reso disponibile in streaming il 5 settembre.
Il 18 settembre, fu pubblicato il video musicale di Legends, realizzato a partire da una serie di filmati inviati dai fan. Nel mese di dicembre, il gruppo intraprese un tour negli Stati Uniti. Il chitarrista Nick Martin non prese parte al tour a causa di un'emergenza familiare. A gennaio e febbraio 2018, il gruppo si esibì in un tour negli Stati Uniti con il supporto di Set It Off e The Gospel Youth. Nel messe di aprile, il gruppo si esibì in un tour in Australia e Nuova Zelanda con il supporto di Chase Atlantic, Lower Than Atlantis e the Faim. In luglio e agosto, il gruppo intraprese il Chill Out Summer Acoustic Tour, con il supporto di the Rocket Summer e Kulick. Successivamente, intrapresero un breve tour in America Latina. In ottobre e novembre, il gruppo fece da supporto ai Good Charlotte nel loro tour statunitense.

## Tracce
1. Gossip – 3:16
2. Empire to Ashes – 3:17
3. Legends – 3:43
4. Trouble – 3:18
5. One Man Army – 3:19
6. Cheers – 2:48
7. Closer – 3:36
8. Hole in My Heart – 3:34
9. I Need to Know – 3:38
10. The Chase – 2:59
11. War – 3:52

## Formazione
- Kellin Quinn – voce, tastiere
- Jack Fowler – chitarra
- Nick Martin – chitarra ritmica, cori
- Justin Hills – basso, cori
- Gabe Barham – batteria, percussioni